# Бужим (Госпич)
44°35′ пн. ш. 15°14′ сх. д. / 44.58° пн. ш. 15.24° сх. д.
Бужим (хорв. Bužim) — населений пункт у Хорватії, у Лицько-Сенській жупанії у складі міста Госпич.

## Населення
Населення за даними перепису 2011 року становило 74 осіб.
Динаміка чисельності населення поселення:

## Клімат
Середня річна температура становить 7,50 °C, середня максимальна – 20,34 °C, а середня мінімальна – -5,48 °C. Середня річна кількість опадів – 1353 мм.
| Клімат поселення                              | Клімат поселення | Клімат поселення | Клімат поселення | Клімат поселення | Клімат поселення | Клімат поселення | Клімат поселення | Клімат поселення | Клімат поселення | Клімат поселення | Клімат поселення | Клімат поселення | Клімат поселення |
| Показник                                      | Січ.             | Лют.             | Бер.             | Квіт.            | Трав.            | Черв.            | Лип.             | Серп.            | Вер.             | Жовт.            | Лист.            | Груд.            |                  |
| Середній максимум, °C                         | 4,21             | 4,72             | 7,04             | 10,80            | 15,66            | 19,15            | 20,34            | 20,00            | 16,29            | 12,15            | 7,22             | 4,24             |                  |
| Середня температура, °C                       | −0,64            | −0,12            | 2,21             | 5,93             | 10,81            | 14,31            | 16,55            | 16,21            | 12,51            | 8,36             | 3,42             | 0,45             |                  |
| Середній мінімум, °C                          | −5,48            | −4,95            | −2,64            | 1,10             | 5,96             | 9,46             | 12,77            | 12,43            | 8,72             | 4,57             | −0,36            | −3,34            |                  |
| Норма опадів, мм                              | 101              | 101              | 101              | 111              | 97               | 97               | 59               | 83               | 133              | 154              | 175              | 141              |                  |
| Середньомісячна швидкість вітру, м/с          | 3.49             | 3.60             | 3.62             | 3.36             | 3.05             | 2.83             | 2.74             | 2.72             | 3.00             | 3.32             | 3.74             | 3.85             |                  |
| Середньомісячна сонячна радіація, кДж/м²·день | 4687             | 7365             | 10777            | 15254            | 19308            | 21153            | 23009            | 19721            | 14533            | 9416             | 5048             | 3864             |                  |
| --------------------------------------------- | ---------------- | ---------------- | ---------------- | ---------------- | ---------------- | ---------------- | ---------------- | ---------------- | ---------------- | ---------------- | ---------------- | ---------------- | ---------------- |
| Джерело:                                      |                  |                  |                  |                  |                  |                  |                  |                  |                  |                  |                  |                  |                  |